# Mikael Karlsson (miljöforskare)
Mikael Karlsson, född 1969 i Karlstad, är en svensk miljövetare, miljökonsult och krönikör. Han var tidigare ordförande för Svenska Naturskyddsföreningen och European Environmental Bureau, Sveriges och Europas största miljöorganisationer. Han är universitetslektor i klimatledarskap på Institutionen för geovetenskaper på Uppsala universitet.  

## Biografi
Mikael Karlsson har en agronomexamen vid Karlstads universitet, där han 1995 blev adjunkt i miljövetenskap och var ämnesföreträdare 1998–2000. 
Karlsson disputerade 2005 på Karlstads universitet med en avhandling om hantering av komplexa miljörisker och blev filosofie doktor i miljö- och energisystem. Avhandlingen undersökte strategier och styrmedel som försiktighetsprincipen för att hantera komplexa miljörisker karaktäriserade av vetenskaplig osäkerhet och konflikter i samhället, med genmodifierade organismer och farliga kemikalier som fallstudier. 

### Verksamhet vid Södertörns högskola
Mellan 2005 och 2014 var Karlsson verksam med miljöforskning vid Södertörns högskola. Han deltog där i fem fleråriga forskningsprojekt. Projektet "Regulation of Chemicals in the Baltic Sea Area - Science, Politics and the Media" studerade hur farliga kemiska ämnen hanteras i vetenskap, politik och lagstiftning samt media och rapporterades bland annat i en antologi utgiven av Springer. Karlsson medverkade med bland annat tre vetenskapliga artiklar om hur expertgrupper samt olika politiska och rättsliga strategier försöker hantera farliga kemikalier. Karlsson var även med om att utforma och genomföra forskningsprojektet "Environmental Risk Governance of the Baltic Sea", som rapporterats i AMBIO och i en antologi utgiven av Springer.. Ett tredje projekt var "Chemicals in Textiles: Managing Health and Environmental Risks of Products with Complex Product Chains", där Karlsson bidrog med flera publikationer. Karlsson medverkade även i projekten "Cooperating for Sustainable Marine Governance" och "Marine Spatial Planning in the Baltic Sea Region – Integrating Scales, Sectors and Knowledge". 

### Verksamhet vid KTH
Mellan 2014 och 2021 var Karlsson docent i miljövetenskap (KTH) vid avdelningen för filosofi, där han främst varit verksam inom ramen för projektet "Mind the Gap", som undersökte varför det finns gap mellan miljömål och miljötillstånd. Projektet ledde till publikationer om vetenskapsförnekelse rörande miljögifter och i klimatfrågor samt om beslutsfattande på miljöområdet, bland annat om fördröjningsmekanismer i vetenskap och politik, klimatpolitik under osäkerhet, samt sidonyttor i klimatpolitiken. Karlsson leder även ett projekt om ekologisk kompensation. 

### Verksamhet vid Uppsala universitet
Karlsson arbetar sedan mars 2021 som universitetslektor i klimatledarskap på Institutionen för geovetenskaper på Uppsala universitet.
I sin forskning intresserar sig Karlsson för frågor om hållbarhet, vetenskap och politik utifrån en transdisciplinär ansats. Han fokuserar på strategier för hållbar utveckling i politik och näringsliv, särskilt på hantering av olika komplexa miljöproblem. Till dessa hör exempelvis klimatförändringar, spridning av miljögifter och förluster av biologisk mångfald, med kopplingar till såväl energi- och transportsystem som jordbruk, skogsbruk, fiske och industri. Karlsson har bland annat publicerat studier om klimatförnekelse, vetenskapsförnekelse i andra miljöfrågor och beslutsfattande i klimatpolitik.

### Statliga uppdrag
Karlsson har sedan 1990-talets slut innehaft en rad expertuppdrag inom miljöområdet, utsedd av regeringen, Europeiska kommissionen eller andra organisationer. Han är idag bland annat ledamot i Skogsstyrelsens styrelse och i Kärnavfallsrådet och han satt under flera år i Insynsrådet vid Kemikalieinspektionen. Karlsson har deltagit i arbetet i flera statliga utredningar inom miljöområdet, bland annat om miljöbalken, kemikaliepolitiken och vargpolitiken. Han har även varit medlem i olika så kallade högnivågrupper vid Europeiska kommissionen, om exempelvis klimatfrågor, kemiindustri, resurseffektivitet och energiintensiv industri.

### Övrigt
Sedan 1995 undervisar Karlsson om miljöfrågor vid olika högskolor och universitet både i och utanför Sverige, bland annat på Karlstads universitet, Södertörns högskola, KTH och Uppsala universitet. Han har bland annat utvecklat och arrangerat en lång rad kurser inom det miljövetenskapliga området i Sverige, i några fall med kursverksamhet förlagd till Östafrika och Baltikum. Han har genom åren medverkat med krönikor och debattartiklar i bland annat Aktuell Hållbarhet, Klimatmagasinet Effekt, Miljö&Utveckling och Karlstads-Tidningen.
Mikael Karlsson valdes 1997 in i styrelsen för Svenska Naturskyddsföreningen, blev vice ordförande 2000 och var dess ordförande mellan 2002 och 2014. Karlsson har även varit ordförande och ledamot i Internationella Kemikaliesekretariatet ChemSec, Miljöorganisationernas kärnavfallsgranskning MKG samt Swedwatch.  
Karlsson var ordförande i European Environmental Bureau, EEB, under åren 2005–2017, samt ledamot i styrelsen för EEB under åren 2000–2017. Under åren 2014–2018 var han styrelseledamot i Member of the Mediterranean Information Office, med säte i Athen.  
Karlssons vetenskapliga publicering har (2023) enligt Google Scholar över 1100 citeringar och ett h-index på 18.

### Familj
Mikael Karlsson är son till idrottsledaren Ulf Karlsson och bror till sportjournalisten Jonas Karlsson.